# Wilhelm von Thoma

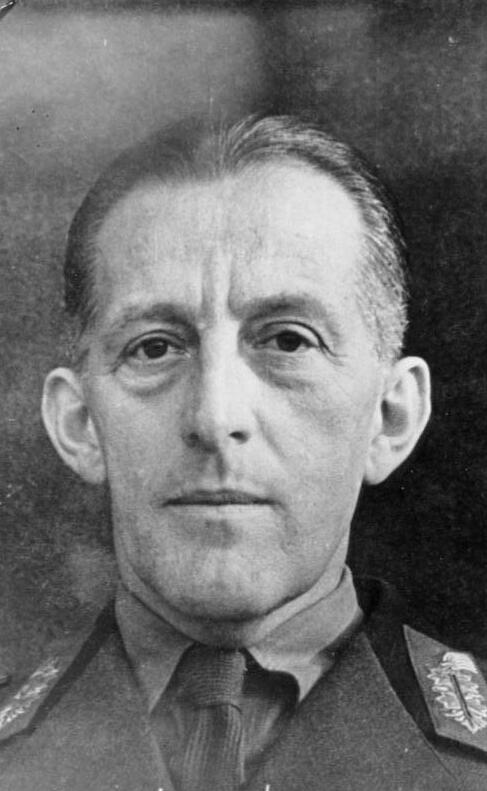
Wilhelm Ritter von Thoma

Wilhelm Thoma, seit 1916 Ritter von Thoma (* 11. September 1891 in Dachau; † 30. April 1948 ebenda) war ein deutscher General der Panzertruppe im Zweiten Weltkrieg.

## Leben
Thoma war der Sohn des bayerischen Aufschlagverwalters Eduard Thoma und dessen Ehefrau Sabine, geborene Klein. Nach dem Besuch des Humanistischen Gymnasiums trat er am 23. September 1912 als Zweijährig-Freiwilliger und Offizieranwärter in das 3. Infanterie-Regiment „Prinz Karl von Bayern“ der Bayerischen Armee in Augsburg ein. Bei diesem Regiment wurde er am 20. Mai 1913 Fähnrich und am 1. August 1914 Leutnant.

### Erster Weltkrieg
Zu Beginn des Ersten Weltkriegs kämpfte Thoma mit dem 3. Infanterie-Regiment in Lothringen, vor Nancy-Épinal sowie an der Somme. 1915 machte er an der Ostfront (sein Regiment gehörte mittlerweile zur neugebildeten 11. bayerischen Infanterie-Division) die Schlacht bei Gorlice-Tarnów, den Übergang über den San, die Kämpfe bei Przemyśl sowie die Durchbruchsschlacht bei Lemberg mit. Nach der Einnahme von Brest-Litowsk und dem Feldzug in Serbien nahm Thoma 1916 an der Schlacht um Verdun teil und kehrte nach dem Beginn der russischen Brussilow-Offensive an die Ostfront zurück. Dort konnte Thoma bei Ugly-Kopryle einen geräumten österreichischen Befehlsstand gegen einen Vorstoss im Nahkampf halten und somit einen russischen Durchbruchsversuch verhindern. Dafür wurde er am 5. Juli 1916 mit dem Ritterkreuz des Militär-Max-Joseph-Ordens beliehen. Damit verbunden war die Erhebung in den persönlichen Adelstand. Nach der Eintragung in die Adelsmatrikel durfte er sich „Ritter von Thoma“ nennen. Am 14. Dezember 1917 wurde er zum Oberleutnant befördert. Bei der alliierten Gegenoffensive an der Marne geriet von Thoma am 18. Juli 1918 als Führer des I. Bataillons des 3. Infanterie-Regiments  in US-amerikanische Kriegsgefangenschaft, aus der er im September 1919 entlassen wurde. Für seine Leistungen während des Krieges war Thoma auch mit beiden Klassen des Eisernen Kreuzes, dem Militärverdienstorden IV. Klasse mit Schwertern und dem Österreichischen Militärverdienstkreuz III. Klasse mit Kriegsdekoration sowie dem Verwundetenabzeichen in Silber ausgezeichnet worden.

### Weimarer Republik
Thoma wurde nach seiner Rückkehr 1920 in die Reichswehr übernommen. Von Juli 1922 an tat er acht Jahre lang Dienst in der 7. (Bayerische) Kraftfahr-Abteilung. Am 1. Februar 1925 wurde er Hauptmann und Chef der 2. Kompanie dieser Abteilung in Würzburg. In der folgenden Zeit durchlief er mehrere Stationen, u. a. 1930 im Stabsdienst beim Gruppenkommando 2 in Kassel, 1931/32 in der 7. (Bayerische) Sanitäts-Abteilung in München.

### Zeit des Nationalsozialismus
In der ersten Zeit nach Hitlers Machtergreifung war er im Stab der 7. Reichswehr Division tätig, wo er am 1. April 1934 zum Major befördert wurde. Am 15. Oktober 1934 wurde er schließlich zum Kommandeur der II. Abteilung des Panzer-Regiment 4 ernannt.
Thoma nahm am Spanischen Bürgerkrieg teil und befehligte die Panzerabteilung der Legion Condor. Seit dem 1. August 1936 war er Oberstleutnant. Mit dem Eintreffen des Modells Panzerkampfwagen I über Sevilla in Cáceres bildete er über mehrere Monate im Hauptquartier von Franco die Spanische Legion in der Handhabung des Panzers aus. Nach der Ausbildung wurde die Panzereinheit nach Cubas de la Sagra, einem Ort 30 Kilometer südlich von Madrid am Fluss Jarama, verlegt. Bei der Schlacht am Jarama zwischen dem 6. Februar und 27. Februar 1937 war er Befehlshaber der Panzereinheit. Nach dem Sieg der Nationalisten in dieser Schlacht wurde er mit der spanischen Medalla Militar mit Brillanten sowie dem Spanienkreuz in Gold mit Schwertern und Brillanten ausgezeichnet. Seine Beförderung zum Oberst erhielt er am 1. April 1938. Nach der Rückkehr aus Spanien erhielt er das Kommando über das Panzer-Regiment 3 in Wien.
Beim Überfall auf Polen führte er sein Regiment zu Beginn des Zweiten Weltkriegs im Rahmen der 2. Panzer-Division bis an den Bug. Am 5. März 1940 wurde er ins Oberkommando des Heeres (OKH) versetzt und erhielt die Dienststellung eines „Generals der Schnellen Truppen“. Am 1. August 1940 erhielt er die Beförderung zum Generalmajor und übernahm dann ab Mitte Dezember 1940 die Panzer-Brigade 17. Von Juni 1941, nachdem der Kommandeur Generalmajor Karl von Weber gefallen war, bis 15. September 1941 war er Kommandeur der 17. Panzer-Division und wurde für seine Beteiligung an der Schlacht um Kiew am 31. Dezember 1941 mit dem Ritterkreuz des Eisernen Kreuzes ausgezeichnet. Ab Mitte November 1941 war er Kommandeur der 20. Panzer-Division.
Vom 23. Mai bis 1. Juli 1942 nochmals als „General der Schnellen Truppen“ im OKH tätig, wurde er am 1. August 1942 zum Generalleutnant befördert.

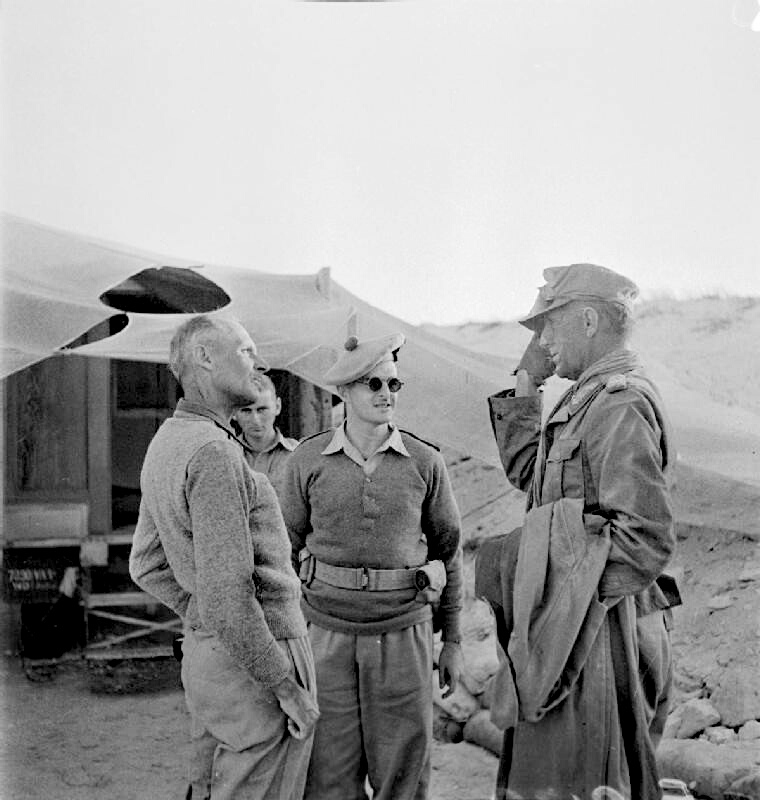
Thoma (rechts) trifft kurz nach Gefangennahme Bernard Montgomery (links)

Er übernahm am 1. September 1942 das Kommando über das deutsche Afrikakorps und wenig später, am 24. Oktober 1942, auch vertretungsweise das Kommando über die deutsch-italienische „Panzerarmee Afrika“. Zusätzlich wurde er noch zum General der Panzertruppe befördert.
Bei der Zweiten Schlacht von El Alamein geriet er am 4. November 1942 in britische Kriegsgefangenschaft. Seit 19. November 1942 war er im „Generalslager“ Trent Park. Seit 17. Juni 1944 war er hier der deutsche Lagerälteste. Bei der Abhöraktion der Briten in Trent Park stellte sich heraus, dass er nicht viel von Adolf Hitler hielt und dass er sich angesichts der deutschen Kriegsverbrechen in der Sowjetunion „geschämt habe, Offizier zu sein“. In einem abgehörten Gespräch hatte er unter anderem geäußert, dass „jede Bombe, jedes Stück von Material und jedes Menschenleben, was noch in diesem sinnlosen Kriege verschwendet wird, zu schade (ist). Der einzige Gewinn, den der Krieg uns bringt, ist, dass … die zehnjährige Gangsterregierung zu Ende kommt“.
Im März 1943 sprach er mit General Ludwig Crüwell über Tests von Raketen in der Heeresversuchsanstalt Kummersdorf. Kurz darauf entdeckten die Briten die Heeresversuchsanstalt Peenemünde.

### Nachkriegszeit
1946 wurde ihm in englischer Gefangenschaft ein Bein amputiert, im selben Jahr wurde er repatriiert. Thoma lebte dann bis zu seinem Tode in seiner Heimatstadt Dachau.